# Biljana
Biljana – wieś w Słowenii, w gminie Brda. W 2018 roku liczyła 152 mieszkańców.